# Hyundai Elantra
Hyundai Elantra er en bilmodel fra Hyundai, som blev introduceret i 1990, og siden blev fornyet i 1996, 2000 og 2003. I Europa blev modellen i 2007 afløst af Hyundai i30, mens en ny generation blev introduceret i bl.a. USA.

## Første generation
Første generation af Elantra kom på markedet i 1990. På nogle markeder hed den Hyundai Lantra.
Modellen fandtes kun i én karrosserivariant, nemlig 4-dørs sedan, men med tre forskellige benzinmotorer på 1,5, 1,6 og 1,8 liter med hhv. 86, 114 og 126 hk.

### Tekniske specifikationer[1]
| Model | Cylindre | Ventiler | Slag- volume cm³ | Effekt | Effekt | Effekt | Drejnings- moment | Drejnings- moment | 0-100 km/t | Topfart |
| Model | Cylindre | Ventiler | Slag- volume cm³ | kW     | hk     | omdr.  | Nm                | omdr.             | sek.       | km/t    |
| ----- | -------- | -------- | ---------------- | ------ | ------ | ------ | ----------------- | ----------------- | ---------- | ------- |
| 1.5   | 4        | 8        | 1468             | 63     | 86     | 5500   | 129               | 3000              | 12,9       | 170     |
| 1.6   | 4        | 16       | 1596             | 84     | 114    | 6200   | 139               | 4500              | 11,1       | 190     |
| 1.8   | 4        | 16       | 1836             | 93     | 126    | 6000   | 161               | 4400              | 10,0       | 195     |

## Anden generation
Anden generation af Elantra kom på markedet i 1996.
Modellen fandtes som 4-dørs sedan og 5-dørs stationcar med benzinmotorer på 1,5, 1,6, 1,8 og 2,0 liter med ydelser fra 88 til 139 hk.

### Tekniske specifikationer[2]
| Model | Cylindre | Ventiler | Slag- volume cm³ | Effekt | Effekt | Effekt | Drejnings- moment | Drejnings- moment | 0-100 km/t | Topfart |
| Model | Cylindre | Ventiler | Slag- volume cm³ | kW     | hk     | omdr.  | Nm                | omdr.             | sek.       | km/t    |
| ----- | -------- | -------- | ---------------- | ------ | ------ | ------ | ----------------- | ----------------- | ---------- | ------- |
| 1.5   | 4        | 12       | 1495             | 65     | 88     | 5500   | 126               | 4300              |            |         |
| 1.6   | 4        | 16       | 1600             | 85     | 116    | 6100   | 146               | 4900              | 11,2       | 193     |
| 1.8   | 4        | 16       | 1796             | 94     | 128    | 6100   | 165               | 5000              | 9,4        | 196     |
| 2.0   | 4        | 16       | 1975             | 102    | 139    | 6000   | 182               | 4900              |            | 202     |

## Tredje generation
Tredje generation af Elantra blev introduceret i 2000.
Den fandtes i første omgang med benzinmotorer på 1,6, 1,8 og 2,0 liter med hhv. 107, 132 og 141 hk samt med en dieselmotor på 2,0 liter med 113 hk.
Modellen gennemgik et facelift i 2003, hvor motorprogrammet blev lettere optimeret. 1,6's effekt faldt til 105 hk, og 2,0's effekt steg til 143 hk. Samtidig blev endnu en dieselmodel introduceret med en 1.5 CRDi-motor med 103 hk.

### Tekniske specifikationer[3]

#### Indtil facelift (2000−2003)[4]
| Model                            | Cylindre | Ventiler | Slag- volume cm³ | Effekt | Effekt | Effekt | Drejnings- moment | Drejnings- moment | 0-100 km/t | Topfart |
| Model                            | Cylindre | Ventiler | Slag- volume cm³ | kW     | hk     | omdr.  | Nm                | omdr.             | sek.       | km/t    |
| -------------------------------- | -------- | -------- | ---------------- | ------ | ------ | ------ | ----------------- | ----------------- | ---------- | ------- |
| Elantra-modeller med benzinmotor |          |          |                  |        |        |        |                   |                   |            |         |
| 1.6                              | 4        | 16       | 1600             | 79     | 107    | 5800   | 143               | 3000              | 11,0       | 182     |
| 1.8                              | 4        | 16       | 1796             | 97     | 132    | 6000   | 166               | 5000              | 9,7        | 199     |
| 2.0                              | 4        | 16       | 1975             | 104    | 141    | 6000   | 186               | 4500              | 9,1        | 206     |
| Elantra-modeller med dieselmotor |          |          |                  |        |        |        |                   |                   |            |         |
| 2.0 CRDi                         | 4        | 16       | 1991             | 83     | 113    | 4000   | 255               | 2000              | 11,7       | 190     |

#### Efter facelift (2003−2006)[7]
| Model                            | Cylindre | Ventiler | Slag- volume cm³ | Effekt | Effekt | Effekt | Drejnings- moment | Drejnings- moment | 0-100 km/t | Topfart |
| Model                            | Cylindre | Ventiler | Slag- volume cm³ | kW     | hk     | omdr.  | Nm                | omdr.             | sek.       | km/t    |
| -------------------------------- | -------- | -------- | ---------------- | ------ | ------ | ------ | ----------------- | ----------------- | ---------- | ------- |
| Elantra-modeller med benzinmotor |          |          |                  |        |        |        |                   |                   |            |         |
| 1.6                              | 4        | 16       | 1599             | 77     | 105    | 6000   | 143               | 4500              | 11,0       | 182     |
| 1.8                              | 4        | 16       | 1795             | 97     | 132    | 6000   | 162               | 4500              | 10,2       | 195     |
| 2.0                              | 4        | 16       | 1975             | 105    | 143    | 6000   | 186               | 4500              | 10,4       | 208     |
| Elantra-modeller med dieselmotor |          |          |                  |        |        |        |                   |                   |            |         |
| 1.5 CRDi                         | 4        | 16       | 1493             | 76     | 103    | 4000   | 240               | 2000              |            |         |
| 2.0 CRDi                         | 4        | 16       | 1991             | 83     | 113    | 4000   | 235               | 2000              | 11,6       | 190     |

## Fjerde generation
Fjerde generation af Elantra blev introduceret i 2007. Den kom dog ikke til Europa, hvor modellen blev afløst af Hyundai i30.
Den sælges med en 1,6 og 2,0 liter benzinmotor med hhv. 121 og 143 hk og en 1,6 liter dieselmotor med 115 hk.
I nogle lande sælges Hyundai i30cw også som Hyundai Elantra Touring.

### Tekniske specifikationer[8]
| Model                            | Cylindre | Ventiler | Slag- volume cm³ | Effekt | Effekt | Effekt | Drejnings- moment | Drejnings- moment |
| Model                            | Cylindre | Ventiler | Slag- volume cm³ | kW     | hk     | omdr.  | Nm                | omdr.             |
| -------------------------------- | -------- | -------- | ---------------- | ------ | ------ | ------ | ----------------- | ----------------- |
| Elantra-modeller med benzinmotor |          |          |                  |        |        |        |                   |                   |
| 1.6                              | 4        | 16       | 1591             | 89     | 121    | 6200   | 156               | 4200              |
| 2.0                              | 4        | 16       | 1975             | 105    | 143    | 6000   | 190               | 4600              |
| Elantra-modeller med dieselmotor |          |          |                  |        |        |        |                   |                   |
| 1.6 CRDi                         | 4        | 16       | 1582             | 85     | 115    | 4000   | 260               | 1900−2750         |

## Fodnoter og eksterne kilder/henvisninger
1. ↑  Bil-Revyen 1995, s. 140-141, ISBN 87-7741-027-0 (dansk)
2. ↑  Automobil Revue, katalog 2000, s. 325-326, ISBN 3-444-10586-X (tysk) (fransk)
3. ↑  HYUNDAI Elantra Sedan – autoevolution (engelsk)
4. ↑  Automobil Revue, katalog 2001, s. 311-312, ISBN 3-8283-0460-5 (tysk) (fransk)
5. 1 2  For visse eksportlande 66 kW (90 hk)
6. 1 2 3 4 5 6  For visse eksportlande 101 kW (137 hk) / 179 Nm
7. ↑  Automobil Revue, katalog 2003, s. 275, ISBN 3-905386-05-4 (tysk) (fransk)
8. ↑  Hyundai Motor Company Arkiveret 19. oktober 2009 hos  Wayback Machine (engelsk)

- Wikimedia Commons har flere filer relateret til Hyundai Elantra
- Internet Movie Cars Database: Hyundai Elantra i film og tv-serier